# 杜威湖怪物

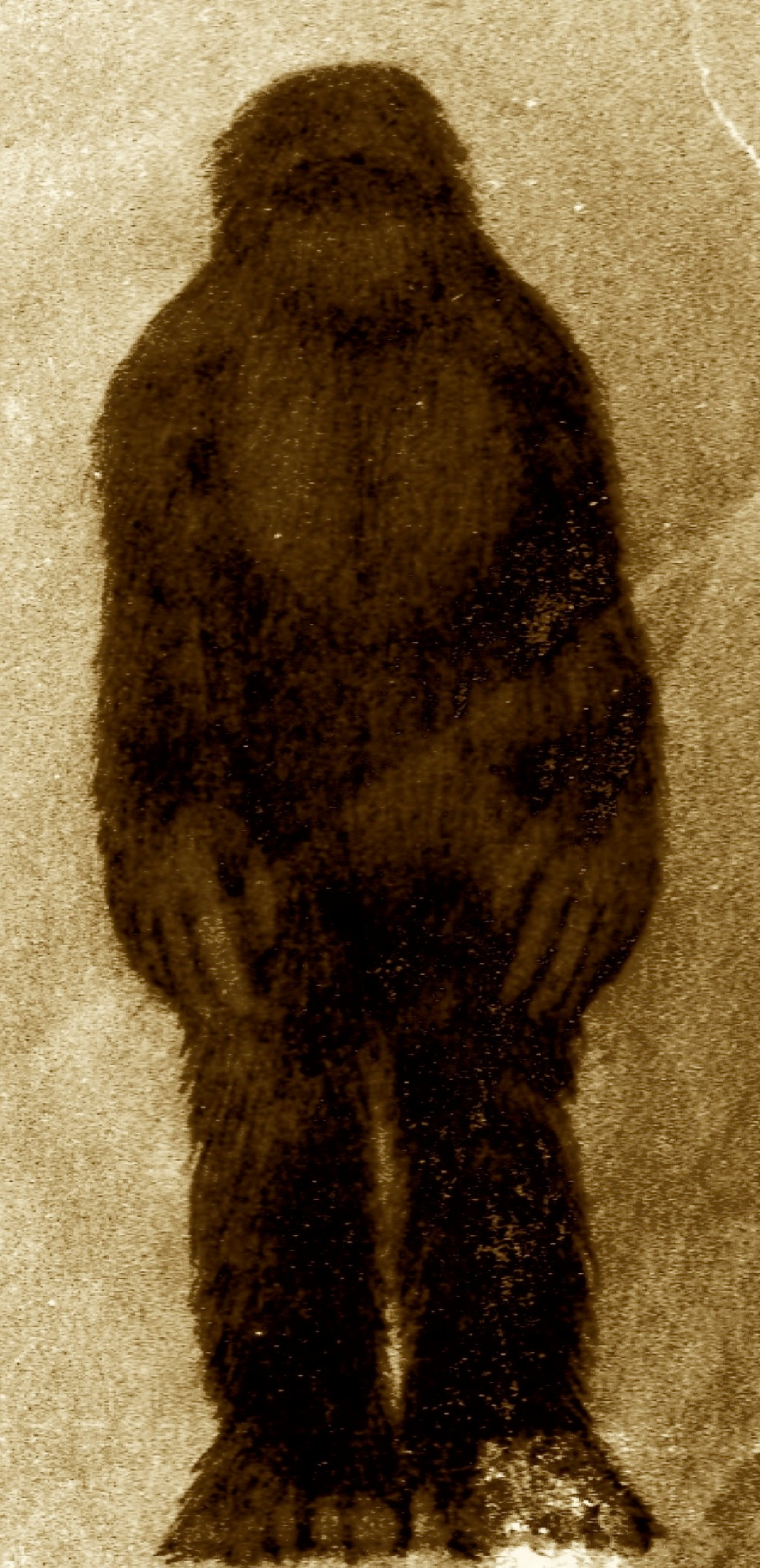
杜威湖怪物的绘图。

杜威湖怪物（英语：Dewey Lake Monster）是一个据传出没于美国密歇根州多沃贾克杜威湖一带高约10英尺（3米），重约500磅（227公斤）类似野人的神秘动物。据说很久以前当地人就知晓杜威湖存在神秘生物，但大规模目击始于1964年6月，有目击者在杜威湖看见一个形似大脚怪但却长有鳞状皮肤、如熊般巨爪的人形动物。之后又再度出现数起目击，据说有不幸的目击者被这怪物袭击。随着流言的传播，许多全副武装的猎人赶往杜威湖试图增加自己的战利品，警方也前往进行巡逻。但从未有人捕获过杜威湖怪物，除了一些猎人所发现的可疑脚印外，所有追踪者都一无所获。在1964年的目击浪潮之后，杜威湖怪物便很少有目击，最近一次目击是2010年，一群目击者在杜威湖遭遇一只散发恶臭的神秘动物。